# レンピラ (通貨)
レンピラ（Lempira）は、ホンジュラスの通貨単位。国際通貨コード(ISO 4217)は、HNL。補助通貨単位はセンタボ（Centavo）で、1レンピラ=100センタボ。それぞれ、日本語ではレンピーラ、センターボと記載することもある。
レンピラという名前は、スペイン人と戦ったレンカ族のリーダー、レンピラに由来している。ホンジュラスの英雄の1人であり、赤で印刷された1レンピラ紙幣と20、50センタボ硬貨のデザインになっている。

## 歴史
レンピラは、これまで使用されていたペソと同価で1931年に導入された。1980年代の末頃に2レンピラが1米ドルに相当していたため、20センタボ硬貨を10セント硬貨と同じようにダイム（daime、英語での綴りとは違う）と呼ぶようになった。
2011年7月から米ドルとの交換レートを為替バンド制に戻し、毎週の中心相場から上下7%の変動を許容している。
2013年8月現在では、1米ドル=20.4543レンピラ、1レンピラ＝4.7857円。

## 紙幣
ホンジュラス銀行とアトランティダ銀行は1932年にレンピラ紙幣を発行。当初の額面は1、2、5、10、20レンピラだった。1950年にホンジュラス中央銀行に紙幣発行が移管され、50レンピラ紙幣を1951年に導入。1975年に100レンピラ紙幣、1995年に500レンピラ紙幣を導入した。
2010年に20レンピラ新紙幣をポリマー紙幣で発行。
| 画像 | 新紙幣 | 額面 | 色       | サイズ      | 表                                                                      | 裏                                   |
| ---- | ------ | ---- | -------- | ----------- | ----------------------------------------------------------------------- | ------------------------------------ |
| 画像 |        | L1   | 赤       | 156 × 67 mm | レンピラ（Lempira）                                                     | コパン遺跡                           |
| 画像 |        | L2   | 紫       | 156 × 67 mm | マルコ・ アウレリオ・ ソト大統領（Marco Aurelio Soto）                  | ティグレ島とアマパラ港               |
| 画像 |        | L5   | 青       | 156 × 67 mm | フランシスコ・モラサン中央アメリカ連邦共和国大統領（Francisco Morazán） | トリニダードの戦い（1827年11月11日） |
| 画像 |        | L10  | 茶       | 156 × 67 mm | ホセ・トリニダード・カバニャス大統領（Jose Trinidad Cabañas）           | 大学都市                             |
| 画像 |        | L20  | 緑       | 156 × 67 mm | ディオニシオ・デ・ エレーラ大統領（Dionisio de Herrera）                | 旧大統領官邸（1922年 - 1992年）      |
|      |        | L50  | シアン   | 156 × 67 mm | フアン・マヌエル・ガルベス大統領（Juan Manuel Gálvez）                  | ホンジュラス中央銀行本店             |
| 画像 |        | L100 | オレンジ | 156 × 67 mm | ホセ・セシリオ・デル・バジェ大使（José Cecilio del Valle）              | ホセ・セシリオ・デル・バジェの生家   |
|      |        | L500 | 青       | 156 × 67 mm | ラモン・ロサ（Ramón Rosa）首相                                          | サン・フアンシートのロサリオ鉱山     |